# DW Большого Пса
DW Большого Пса (лат. DW Canis Majoris) — одиночная переменная звезда в созвездии Большого Пса на расстоянии (вычисленном из значения параллакса) приблизительно 11852 световых лет (около 3634 парсеков) от Солнца. Видимая звёздная величина звезды — от +13,6m до +12,8m.

## Характеристики
DW Большого Пса — бело-голубая эруптивная орионова переменная звезда Хербига (INA) спектрального класса B2ea или Be.